# Мюррей, Барбара
Барбара Мюррей (англ. Barbara Murray, 27 сентября 1929 — 20 мая 2014) — британская актриса, вторая супруга актёра Джона Джастина (1952—1964), родившая от него троих детей. Дебютировала в кино в 1948 году, появившись в дальнейшем в таких картинах как «Пропуск в Пимлико» (1949), «Яд другого человека» (1951), «Доктор на свободе» (1957), «Крик с улиц» (1958), «Денди в желе» (1968), «Байки из склепа» (1972) и «Арфистка» (1999). Помимо этого она много работала на британском телевидении, где у неё были роли в телесериалах «Опасный человек», «Святой», «Доктор Кто», «Игры по средам», «Катастрофа» и «Тренер».